# Rudolf Rohrer (Verleger, 1864)
Rudolf Rohrer, auch: Rudolf von Rohrer (* 1. November 1864 in Brünn; † 4. Januar 1913 ebenda), war ein österreichischer Verleger.

## Leben
Der Sohn des Druckereibesitzers und Verlegers Rudolf Maria von Rohrer arbeitete ab 1887 mit diesem im Familienunternehmen. Zu seiner Zeit wurde der Verlag von Friedrich Irrgang hinzugekauft und 1905 ein neues Gebäude für die Druckerei errichtet. Rudolf Rohrer führte die Monotype-Setzmaschine in Österreich-Ungarn ein.
Rudolf Rohrer heiratete Margarethe Krackhardt. Aus der Ehe gingen fünf Kinder hervor, zwei Söhne und drei Töchter. Rudolf Rohrer starb laut der Todesanzeige überraschend im 49. Lebensjahr und wurde in der Familiengrabstätte auf dem Brünner Zentralfriedhof beigesetzt.
Der 1895 geborene zweite Sohn Friedrich – dessen älterer Bruder Rudolf nur bis 1917 lebte – führte später das Unternehmen weiter; er war aber außerdem ein bekannter Sportler und vertrat die Tschechoslowakei in internationalen Tennisturnieren. In der Zeit des Dritten Reichs galt er als „Vierteljude“. Zu einem Gesuch um Gleichstellung, das er in dieser Zeit stellte, sind noch zahlreiche Akten vorhanden, unter anderem ein Schreiben, in dem der Landesleiter der Reichsschrifttumskammer behauptete, Friedrich von Rohrer habe sich „nie besonders um seinen Verlag gekümmert“; die Arbeit habe in den Händen seiner Frau und des Mitarbeiters Dr. Erwin Richter gelegen. Rohrer sei aber Mitglied der Reichsschrifttumskammer und daher nicht daran gehindert, sich als Kulturschaffender zu betätigen. Was den Nationalsozialisten offenbar mehr Sorge bereitete, war die Tatsache, dass Friedrich Rohrer auch in internationalen Sportwettkämpfen aufgetreten war und offenbar mit einer gewissen Unterstützung aus Sportkreisen hätte rechnen können, wenn man ihm ein Startverbot erteilt hätte. Im August 1943 hatte sich dieses Problem jedoch offenbar einfach durch das Fortschreiten der Zeit erledigt. In einem weiteren Aktenstück wurde festgestellt: „Rechtlich ist Rohrer startberechtigt. Da Rohrer bereits 50 Jahre alt ist, wird er in Zukunft [...] wohl kaum mehr starten.“
Einige Unterlagen zur Firmen- und Familiengeschichte sind im Deutschen Buch- und Schriftmuseum in Leipzig zugänglich.